# Javian Hawkins
Javian Hawkins (Titusville (Florida), 3 novembre 1999) è un giocatore di football americano statunitense che milita nel ruolo di running back per i Los Angeles Rams della National Football League (NFL).

## Carriera

### Atlanta Falcons
Hawkins firmò con gli Atlanta Falcons dopo non essere stato scelto nel Draft NFL 2021. Il 24 agosto fu svincolato.

### Tennessee Titans
Il 26 agosto 2021 Hawkins firmò con i Tennessee Titans. Fu svincolato cinque giorni dopo.

### Los Angeles Rams
Il 20 settembre 2021 Hawkins firmò con la squadra di allenamento dei Los Angeles Rams. A fine stagione, pur non scendendo in campo, vinse il Super Bowl LVI quando i Rams sconfissero Cincinnati Bengals.
Il 15 febbraio 2022 Hawkins firmò un nuovo contratto con i Rams.

## Palmarès
- Super Bowl : 1

Los Angeles Rams: LVI
- National Football Conference Championship: 1

Los Angeles Rams: 2021